# 中国美术学院

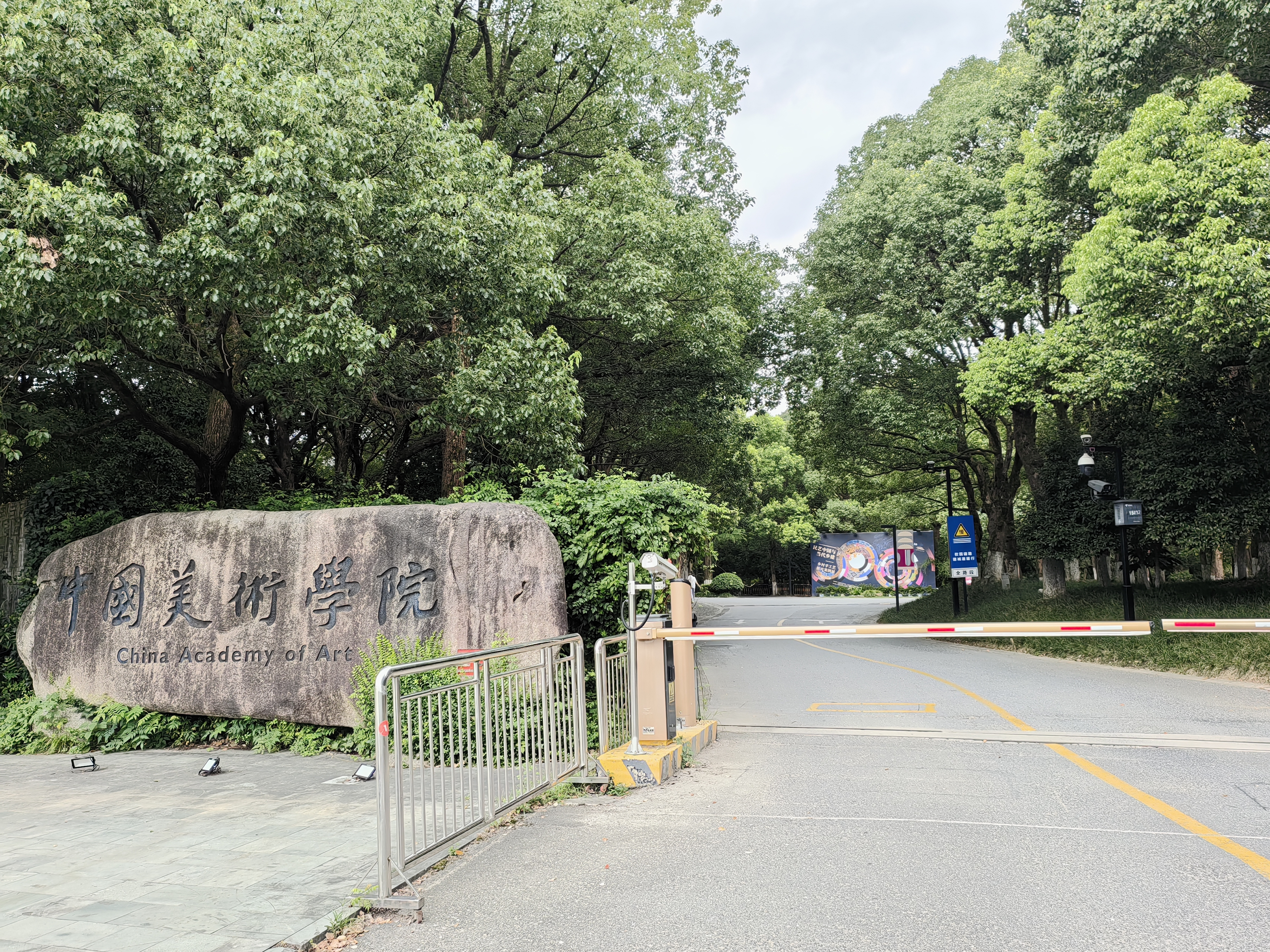
象山校區

中国美术学院，简称中国美院或国美，校本部位于中华人民共和国杭州市，是浙江省主管的美术学院。

## 历史沿革
校名采用潘天寿的字迹。
学院最初为中国近代民主革命家、著名教育学家、科学家蔡元培于1928年3月26日在杭州市西子湖畔创办的“国立艺术院”，是第一所实施本科和研究生学历教育的美术教育机构，直属于中华民国大学院，是中国高等美术教育的发源地。林风眠为首任院长兼教授，並聘任潘天壽、方幹民、吳大羽等人擔任教授。1930年，更名为“国立杭州艺术专科学校”。学院参照外国美术学院的模式，结合中国的具体情况，初设立中国画、西画、雕塑、图案四个系及研究部和预科，后又于1932年增设音乐专业，次年再次增加建筑专业。
此时的杭州国立艺专正处于黄金时期。校长林风眠以蔡元培“思想自由，兼容并包”的办学宗旨广纳贤才，养成了一种视野开阔、中西互补的学术氛围。这里既有像潘天寿这样传统工力深厚的国画大师，也有像方干民、吴大羽等深通西方现代绘画艺理的著名画家，他们彼此砥砺、互为补充，创造了杭州国立艺专优良的学术传统。
1958年6月更名浙江美术学院。
2017年9月21日，教育部、财政部、国家发展改革委联合发布《关于公布世界一流大学和一流学科建设高校及建设学科名单的通知》，中国美术学院入选世界一流大学一流学科建设高校。中国美术学院随后确立了三期发展目标。
2019年1月11日，中国美术学院良渚校区建设工程正式开工，新校区占地约483亩，总建筑面积18万平方米。